# Збаразька районна рада
Збаразька районна рада — орган місцевого самоврядування у Збаразькому районі Тернопільської області з центром у місті Збараж.

## Голови
- Надія Розвадовська[1];
- Олексій Кондрацький (6 березня 2014[2] — 27 листопада 2015);
- Світлана Боднар (27 листопада 2015[3] — 21 грудня 2020[4]).

## Депутатський склад
Депутати Збаразької районної ради шостого скликання (2010–2015):
1. Адамович Роман Ярославович
2. Бабовал Олег Петрович
3. Базник Ярослав Степанович
4. Бартошинський Віктор Дмитрович
5. Богайчук Володимир Григорович
6. Бойко Володимир Степанович
7. Бочарова Ірина Володимирівна
8. Бочковський Олександр Володимирович
9. Буднік Галина Олександрівна
10. Ванкевич Степан Іванович
11. Галенда Юрій Вікторович
12. Гафткович Олег Володимирович
13. Гнип Борис Мирославович
14. Головатюк Юрій Петрович
15. Гонтарук Анатолій Іванович
16. Грегоращук Богдан Богданович
17. Грегоращук Богдан Любомирович
18. Гузьо Михайло Миколайович
19. Данелюк Володимир Олександрович
20. Демчук Володимир Романович
21. Демчук Назарій Тарасович
22. Дмитришин Юрій Володимирович
23. Довгаль Борислав Микитович
24. Дорощак Ярослав Дмитрович
25. Древніцький Степан Йосипович
26. Дуда Іван Ількович
27. Заваденко Наталія Михайлівна
28. Катеринюк Микола Миколайович
29. Кісілевич Володимир Петрович
30. Козубський Віктор Васильович
31. Колосок Ігор Йосипович
32. Кондрацький Олексій Миколайович
33. Копачук Ігор Степанович
34. Кравець Володимир Васильович
35. Кравець Микола Іванович
36. Кравчук Іван Петрович
37. Лесик Іван Зіновійович
38. Леськів Борис Миколайович
39. Липка Василь Іванович
40. Ліберний Василь Степанович
41. Мазуранчик Микола Іванович
42. Марцинишин Василь Андрійович
43. Маценко Михайло Іванович
44. Мацик Роман Мирославович
45. Опанасенко Віктор Васильович
46. Осадчий Сергій Миколайович
47. Островський Анатолій Афанасійович
48. Пачковський Олександр Іванович
49. Ретюк Олександр Олександрович
50. Рожко Олександр Володимирович
51. Розвадовська Надія Іванівна
52. Романчук Ігор Олегович
53. Синчишин Андрій Дмитрович
54. Синчишин Василь Дмитрович
55. Слівчук Сергій Васильович
56. Смалюх Ярослав Антонович
57. Смолій Оксана Василівна
58. Стасишен Олександр Сергійович
59. Суконнік Валерій Іванович
60. Федак Роман Миколайович
61. Федун Михайло Михайлович
62. Фецович Володимир Романович
63. Фецович Юрій Романович
64. Цолтан Володимир Степанович
65. Чернецький Віталій Іванович
66. Шафранюк Марко Тарасович
67. Шевчук Олександр Вікторович
68. Шерсткий Микола Тимофійович
69. Шморгай Богдан Ярославович
70. Щецяк Григорій Тимофійович
71. Якимець Ярослав Михайлович
72. Яцина Анатолій Васильович